# Hideto Takahashi
Hideto Takahashi (高橋 秀人, Takahashi Hideto, Isesaki, 17 oktober 1987) is een Japans voetballer die speelt voor FC Tokyo in de J1 League. In 2012 debuteerde hij in het Japans voetbalelftal. Takahashi staat gepositioneerd als defensieve middenvelder of als verdediger.

## Clubcarrière
Hideto Takahashi tekende in 2010 bij FC Tokyo. Hij maakte zijn debuut op 25 juli 2010 in het met 1-3 gewonnen competitieduel tegen Shonan Bellmare. In de 81e minuut verving hij Masato Morishige. FC Tokyo eindigde het seizoen als zestiende van de achttiende, waardoor het degradeerde naar de tweede divisie. Het daaropvolgende seizoen werd echter gewonnen, waarmee directe promotie werd afgedwongen. Ook werd op 1 januari 2012 het nationale bekertoernooi gewonnen door in de finale Kyoto Sanga FC met 2–4 te verslaan. Takahashi speelde de volledige wedstrijd.

## Interlandcarrière
Takahashi maakte op 23 mei 2012 zijn debuut in het Japans voetbalelftal in een vriendschappelijke interland tegen Azerbeidzjan. Hij verving Makoto Hasebe na rust. Voor Japan speelde Takahashi mee in het kwalificatietoernooi voor het wereldkampioenschap voetbal 2014. Japan was begin 2013 het eerste land dat zich kwalificeerde voor de eindronde in Brazilië. Takahashi zelf werd niet opgenomen in de selectie voor het wereldkampioenschap; op 25 juli 2013 speelde hij zijn zevende en laatste interland voor Japan op het Oost-Aziatisch voetbalkampioenschap 2013 tegen Australië (3–2 winst).

## Statistieken

### J.League
| Seizoen         | Club            |                 | Competitie      | Competitie | Competitie | Beker | Beker | Internationaal | Internationaal | Totaal | Totaal |
| Seizoen         | Club            | Wed.            | Competitie      | Dlp.       | Wed.       | Dlp.  | Wed.  | Dlp.           | Wed.           | Dlp.   |        |
| --------------- | --------------- | --------------- | --------------- | ---------- | ---------- | ----- | ----- | -------------- | -------------- | ------ | ------ |
| 2010            | FC Tokyo        | Vlag van Japan  | J-League        | 3          | 0          | 4     | 0     | –              | –              | 7      | 0      |
| 2011            | FC Tokyo        | Vlag van Japan  | J-League 2      | 32         | 4          | 6     | 1     | –              | –              | 38     | 5      |
| 2012            | FC Tokyo        | Vlag van Japan  | J-League        | 33         | 1          | 2     | 0     | 6              | 1              | 41     | 2      |
| 2013            | FC Tokyo        | Vlag van Japan  | J-League        | 32         | 2          | 6     | 0     | 0              | 0              | 38     | 2      |
| 2014            | FC Tokyo        | Vlag van Japan  | J-League        | 32         | 3          | 6     | 0     | 0              | 0              | 38     | 3      |
| 2015            | FC Tokyo        | Vlag van Japan  | J-League        | 29         | 4          | 8     | 0     | 0              | 0              | 37     | 4      |
| 2016            | FC Tokyo        | Vlag van Japan  | J-League        | 3          | 0          | 0     | 0     | 0              | 0              | 3      | 0      |
| Club totaal     | Club totaal     | Club totaal     | Club totaal     | 164        | 14         | 32    | 1     | 6              | 1              | 193    | 14     |
| Carrière totaal | Carrière totaal | Carrière totaal | Carrière totaal | 164        | 14         | 32    | 1     | 6              | 1              | 193    | 14     |

Bijgewerkt op 26 april 2016.

### Interlands
| Interlands van Hideto Takahashi voor Japan | Interlands van Hideto Takahashi voor Japan | Interlands van Hideto Takahashi voor Japan | Interlands van Hideto Takahashi voor Japan | Interlands van Hideto Takahashi voor Japan | Interlands van Hideto Takahashi voor Japan | Interlands van Hideto Takahashi voor Japan |
| №                                          | Datum                                      | Wedstrijd                                  | Uitslag                                    | Soort wedstrijd                            | Doelpunten                                 |                                            |
| Als speler bij FC Tokyo                    | Als speler bij FC Tokyo                    | Als speler bij FC Tokyo                    | Als speler bij FC Tokyo                    | Als speler bij FC Tokyo                    | Als speler bij FC Tokyo                    | Als speler bij FC Tokyo                    |
| ------------------------------------------ | ------------------------------------------ | ------------------------------------------ | ------------------------------------------ | ------------------------------------------ | ------------------------------------------ | ------------------------------------------ |
| 1.                                         | 23 mei 2012                                | Japan – Azerbeidzjan                       | 2 – 0                                      | Vriendschappelijk                          | 0                                          |                                            |
| 2.                                         | 6 september 2012                           | Japan – Verenigde Arabische Emiraten       | 1 – 0                                      | Vriendschappelijk                          | 0                                          |                                            |
| 3.                                         | 12 oktober 2012                            | Frankrijk – Japan                          | 0 – 1                                      | Vriendschappelijk                          | 0                                          |                                            |
| 4.                                         | 14 november 2012                           | Oman – Japan                               | 1 – 2                                      | Kwalificatie WK 2014                       | 0                                          |                                            |
| 5.                                         | 11 juni 2013                               | Irak – Japan                               | 0 – 1                                      | Kwalificatie WK 2014                       | 0                                          |                                            |
| 6.                                         | 21 juli 2013                               | Japan – China                              | 3 – 3                                      | EAFF Championship                          | 0                                          |                                            |
| 7.                                         | 25 juli 2013                               | Japan – Australië                          | 3 – 2                                      | EAFF Championship                          | 0                                          |                                            |

## Erelijst
Japan
- Oost-Aziatisch voetbalkampioenschap

2013
 FC Tokyo
- J2 League

2011
- Emperor's Cup

2011